# Zeta Phoenicis
Zeta Phoenicis (ζ Phe / HD 6882 / HR 338) es una estrella variable en la constelación de Fénix de magnitud aparente media +3,97. Se encuentra a 280 años luz del sistema solar. 
Zeta Phoenicis es un sistema estelar triple formado por una binaria cercana y una tercera estrella alejada del par interior. La binaria es una binaria eclipsante de tipo Algol (β Persei); cada 1,6697 días el brillo de la estrella disminuye casi en media magnitud cuando tiene lugar el eclipse principal, observable a simple vista, mientras que también hay un eclipse secundario que provoca un descenso de brillo de 0,18 magnitudes.
La componente principal de la estrella binaria es una estrella blanco-azulada de tipo espectral B6V y 14.100 K de temperatura. Tiene una masa de 3,93 masas solares y un radio 2,85 veces más grande que el del Sol.
Por su parte, su compañera es una estrella de tipo B8V y 11.800 K de temperatura. Su masa es 2,55 veces mayor que la del Sol y es 1,85 veces más grande que este.
El eclipse principal se produce cuando la estrella más pequeña —aunque 60 veces más luminosa que el Sol— pasa por delante de la más grande, cuya luminosidad es 290 veces superior a la luminosidad solar. El eclipse secundario tiene lugar cuando la estrella B6, más grande y caliente, oculta completamente a la más pequeña, ya que el plano de la órbita es casi paralelo a la línea de visión. 
Ambas componentes están separadas 0,05 UA, lo que equivale a sólo cuatro veces el tamaño de la estrella más grande, siendo la órbita casi circular.
Los períodos de rotación de ambas estrellas son menores que el período orbital, por lo que el sistema no presenta rotación síncrona.
No existiendo intercambio de materia entre componentes, no es una binaria de contacto.
La tercera estrella que completa el sistema es una enana de tipo F7V y magnitud 7 —semejante a ι Piscium, por ejemplo— distante al menos 600 UA del par interior.
Emplea más de 5000 años en completar una órbita alrededor de ellas.